# Minocqua
Minocqua – miasteczko w północno-zachodnim powiecie Oneida County, w stanie Wisconsin, w Stanach Zjednoczonych. W miasteczku mieszka 4389 mieszkańców (według spisu powszechnego z 2010 roku). Minocqua nazywana jest powszechnie "Wyspowym Miastem" ("The Island City")

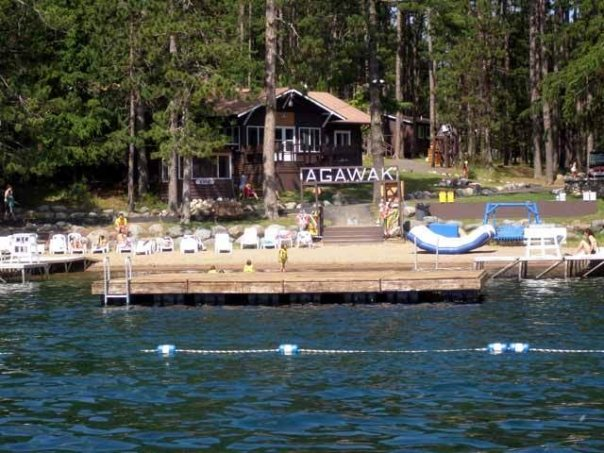
Obóz Agawak widziany z brzegu.

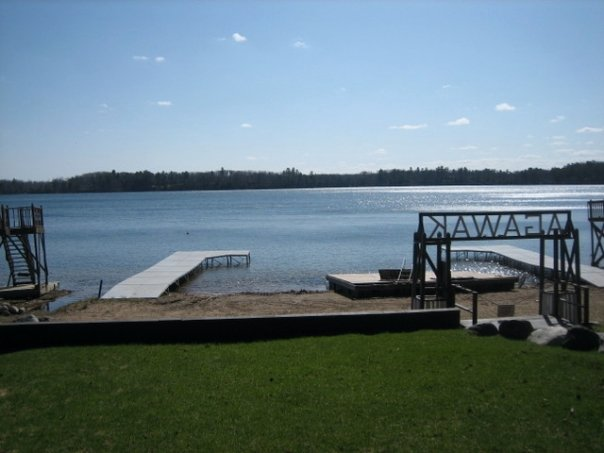
Jezioro Blue Lake widziane z Obozu Agawak

## Images

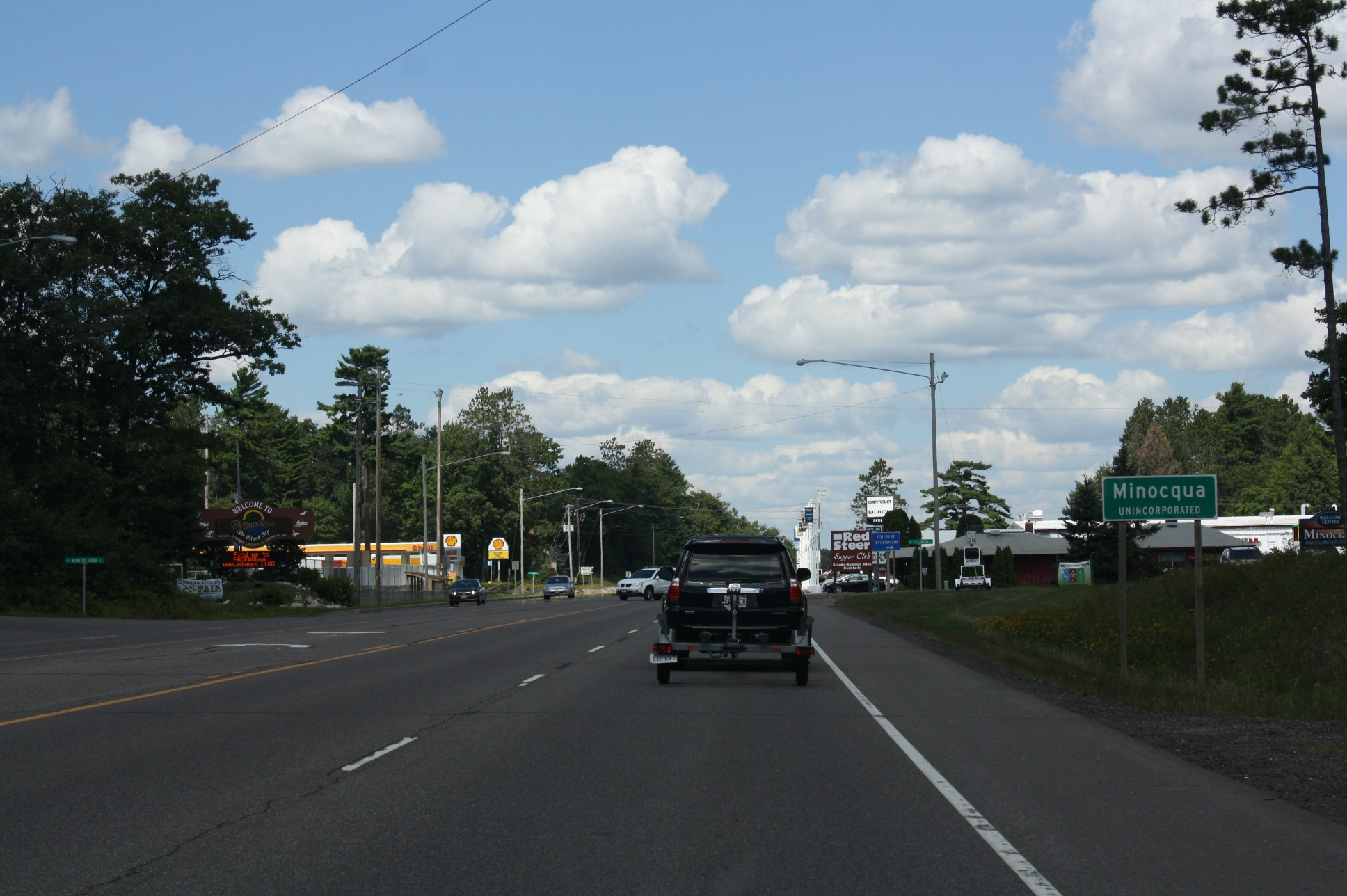
Znak przy wjeździe do miasteczka Minocqua
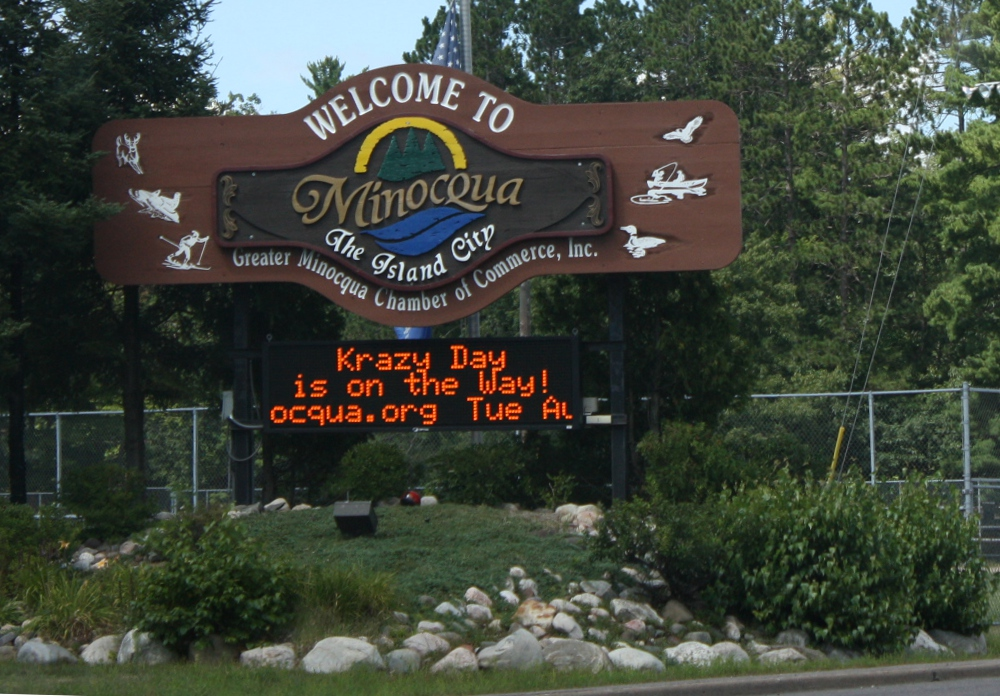
Znak witający podróżnych wjeżdżających do miasteczka Minocqua
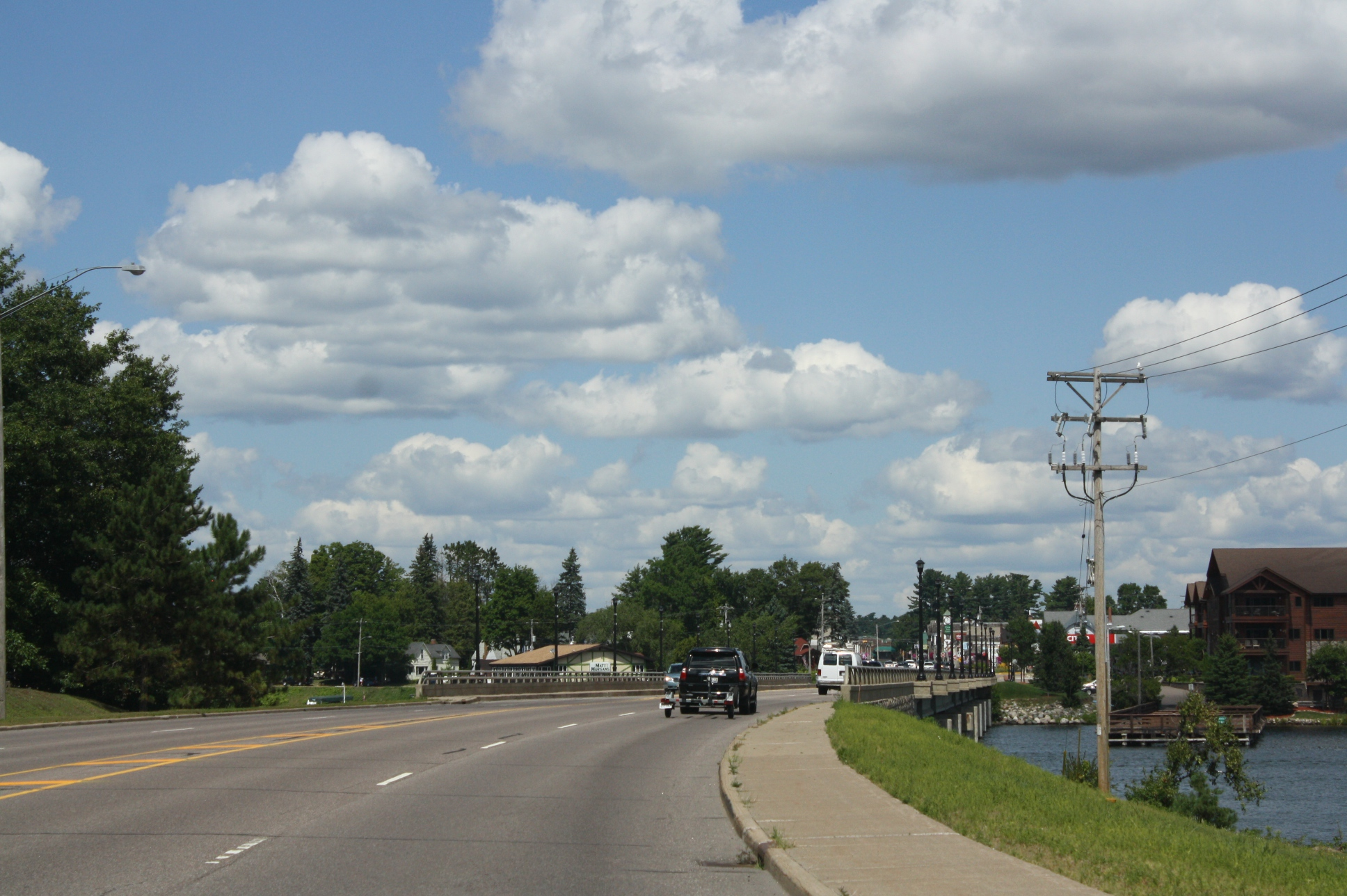
Most nad jeziorem Minocqua
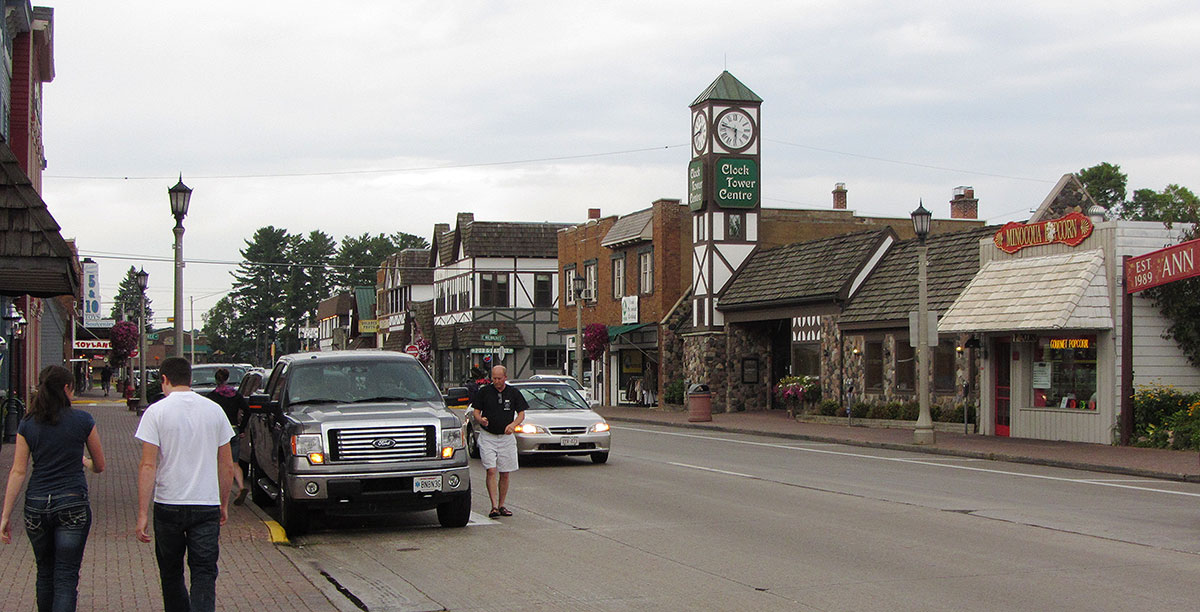
Centrum
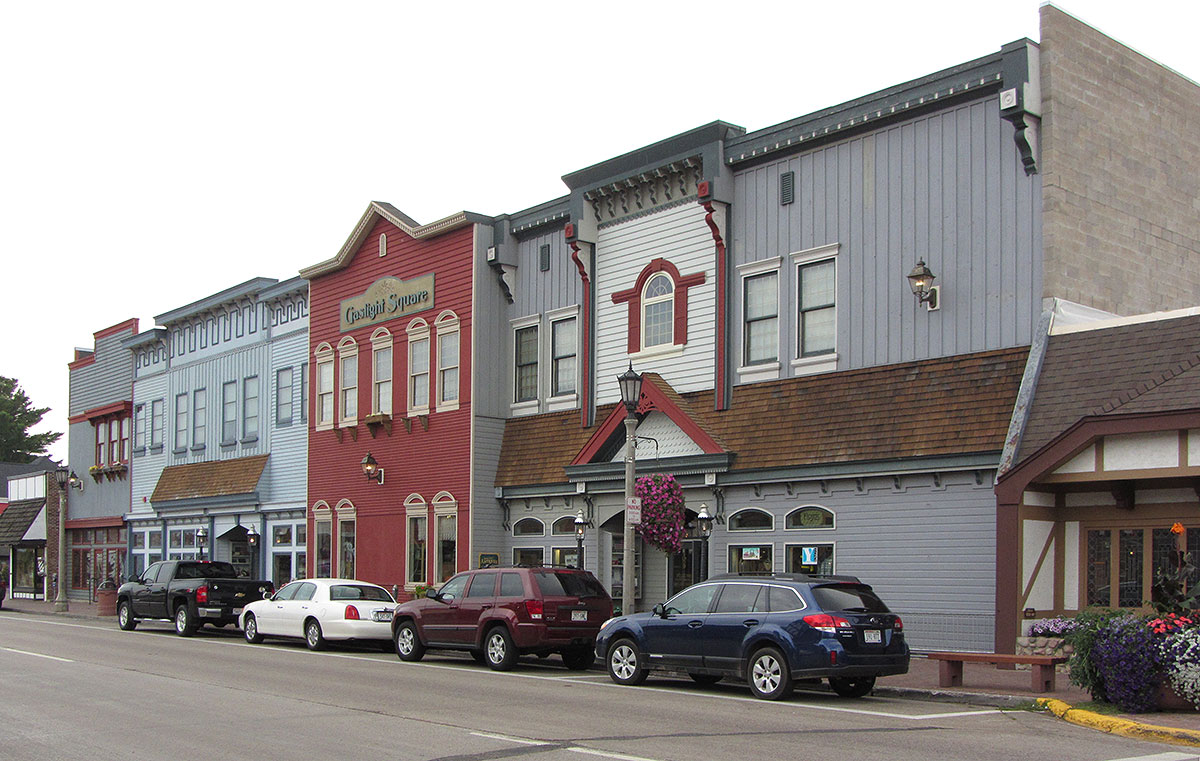
Centrum